# 臺北市立聯合醫院企業工會
臺北市立聯合醫院企業工會，簡稱北市聯醫工會，是由臺北市立聯合醫院受僱勞工組成的工會。現行會址於臺北市萬華區艋舺大道101號11樓。

## 社會使命
協助第一線醫護人員處理勞動相關問題，逐步由下而上的組織團結，提升勞工權益識能、協助會員面對違法事件及不友善勞動條件，與醫院共同努力創建勞資溝通平台，並重視醫療及勞工議題，致力於改善醫療大環境，確保醫護人員的權益得到保護。

## 營運模式
臺北市立聯合醫院企業工會透過會員申訴及醫療議題事件，搜集事件脈絡、與負責機關溝通協調、與工會友會交流串連、向民意代表陳情、自主召開記者會、社群媒體經營等管道，讓議題相關單位及社會大眾了解工會議題訴求，爭取勞工權益及社會正義。

## 社會影響力呈現
透過勞權識能教育、協助院內勞工爭取勞動權利，改善醫院勞工工作條件，成為臺灣醫療企業工會楷模。

## 成立起源
2015年12月，衛生福利部中央健康保險署公布最賺錢的10大醫院，臺北市立聯合醫院盈餘新臺幣6.1億元、位居全台第4名。但2016年1月11日臺北市政府勞動局公布臺北市醫療院所勞動條件的檢查結果，不合格的醫院共計18所；臺北市立聯合醫院共8個院所就高達5個院所違反《勞動基準法》，而仁愛院區、松德院區更違反高達5項，其他3個院區陽明院區、中興院區、忠孝院區皆榜上有名，醫療院所違反《勞基法》第24條的未給付加班費尤為嚴重；同年7月，護理人員出面控述，申請加班費44次，均遭駁回。故由基層護理師自行組織，並向臺北市政府勞動局登記立案。

## 正式成立
「臺北市立聯合醫院企業工會」已於2016年9月24日於臺北市非政府組織會館(NGO會館)正式成立。

## 現況與年度成果
臺北市立聯合醫院企業工會成員為工會幹部及會員；幹部包含理事長、常務理事、理事、監事、組長（文宣組、組訓組、公關組、總務組、法規組、行政組）；會員包含會員及會員代表。幹部及會員代表由會員之間選舉產生。
組內業務不定期召開，跨組會議固定每月召開一次常務理事會、每月召開二次理監事會議，每年舉辦會員大會。

工會年度議題歷程
2016年
- 處理工作超時、未給加班費。
- 參與五一大遊行，五大訴求:

1. 立法增訂三班護病比，補足第一線照護人力。
2. 推動醫師納入勞動基準法。
3. 減少外包人力，增加正職雇用。
4. 提高勞工基本工資。
5. 勞檢結果納入醫院評鑑。

2017年
- 推行勞檢陪鑑
- 爭取合法加班費申請
- 變形工時探討

2018年
- 爭取護病比立法
- 抗議縮短輪班間隔為8小時
- 爭取護理人員依法進修用公假
- 爭取約用人員休假日數比照約聘
- 抗議聯醫『排班負時數』、『加班補休半年未補休會失效』
- 爭取住院醫師休假日數比照公家醫院、調升薪資。
- 推行勞檢陪鑑

2019年
- 反對全員暴力扣薪
- 提升病人安全，改變單人留守現況
- 爭取ICU跨科支援相關配套措施
- 參與各院區職業安全小組會議

2020年
- 全員扣薪案追蹤，四大訴求

1. 績效小組公開透明，
2. 調整統籌款與個人績效獎金的比例
3. 爭取提撥率下降
4. 預借獎勵或部分獎金納入經常性薪資

- 肺炎防疫爭取項目

1. 各院區專責病房與徵調支援和平院區相關問題
2. 醫事人員獎勵津貼發放
3. 醫事人員裝備不足
4. 高風險個案來院處理流程
5. 防疫任務衍伸強制放假、假別紊亂、包班費中斷等問題

- 與總院長例行座談會

1. 特殊獎金發放與績效透明化
2. 制服材質不良問題
3. 爭取勞工教育、會員代表公假
4. 勞工委員參與性騷擾調查及防治委員會
5. 租借醫院空間為工會辦公室
6. 八週變形工時研議
7. 加班申報問題

2021年
- 肺炎防疫爭取項目

1. 專責病房飲食
2. 醫護人員小孩託顧
3. 防護設備/設施爭取
4. 警消醫護加油站爭取不分院區職類、即時/連續住宿安排
5. 非輪班人員依法報加班
6. 防疫相關公假認定
7. 家庭照顧假給薪日數

2022年
- 爭取各院區醫檢師獎勵金
- 爭取護病比，專責病房1:5
- 績效評核透明化實際執行
- 爭取仁愛病助人力及釐清病助業務內容

2023年
- 聯醫護理師夜班津貼調升
- 爭取聯醫麻醉專科護理師證書津貼
- 抗議衛福部追討防疫津貼
- 協辦『地獄職場嘉年嘉年華、醫療勞動大遊行』

## 外部連結
- 臺北市立聯合醫院企業工會-北市聯醫工會的Facebook專頁
- 勞動基準法（页面存档备份，存于）
- 台北市產業總工會的Facebook專頁
- 臺北市勞動局（页面存档备份，存于）
- 台灣醫療工會聯合會| Chiayi - Facebook